# Сучилин, Анатолий Александрович
Анато́лий Алекса́ндрович Сучи́лин (13 октября 1935, Сталинград — 26 июля 2022, Волгоград) — футболист, учёный-педагог, заслуженный работник физической культуры РСФСР (1991), доктор педагогических наук (1997), профессор (1989), академик Академии менеджмента в образовании и культуре (1998) и Международной академии наук педагогического образования (1999), ректор Волгоградской государственной академии физической культуры (1988—2004), президент Поволжской олимпийской академии (с 1990), почётный член директората Американского биографического института (1998), член Олимпийского комитета России и общественной палаты Волгограда.

## Биография
Родился в Сталинграде. До войны жил в рабочем посёлке при заводе «Красный Октябрь». После войны учился в школе № 35 и играл за заводскую команду «Металлург». В 1954 году был замечен тренером Сергеем Плонским, который пригласил Анатолия выступать за местную команду мастеров «Торпедо». Окончил гидротехнический техникум по специальности техник-строитель и был направлен работать на Волжскую ГЭС, но так как тогда играл в футбольной команде, поработать на ГЭС не удалось. Выступал за сталинградское «Торпедо» до 1958 года. В то время не смог восстановиться от травмы, и поехал в Саратов поступать в педагогический институт на факультет физвоспитания. Однако через полгода, когда здоровье нормализовалось, Анатолий стал выступать за «Энергию» из Волжского, где играл до 1964 года.
В 1965—1966 годах работал старшим тренером по футболу ДЮСШ спортивного клуба «Монолит» завода «Красный Октябрь». В 1966 году закончил Волгоградский государственный институт физической культуры по специальности тренер преподаватель физической культуры и спорта и был приглашён работать в институт на должность старшего преподавателя кафедры футбола. В 1972—1974 годах работал заведующим этой кафедрой, 1974—1988 годах — проректором по научной работе, 1988—2004 годах — ректором. С 2004 года работает профессором кафедры теории и методики футбола.
Умер 26 июля 2022 года.

## Научная деятельность
В 1974 году защитил кандидатскую диссертация на тему «Начальное обучение игре в футбол детей 8-9 лет».
Опубликовал более 200 научных и учебно-методических работ и около 20 книг, в том числе: учебные пособия «Юный футболист» (1983, соавт.), «Подготовка юных футболистов» (1986), учебник «Олимпийское образование» (2003, соавт.), монографии «Теоретико-методические основы подготовки резерва для профессионального футбола» (1997), «Методологические основы исследования проблемы подготовки юных футболистов» (2004, соавт.), «Инновационные подходы к подготовке менеджеров для сферы физической культуры и спорта».
Под его руководством и консультацией подготовлены и защищены 2 докторских и 8 кандидатских диссертаций.

## Награды
- Дважды лауреат премии Олимпийского комитета России за лучшую научно-исследовательскую работу в области олимпийского образования: 1994, 1998.
- Лауреат премии города-героя Волгограда в области образования: 2003.
- Обладатель Золотого диска Американского биографического института: 1996.
- Благодарность Президента России за вклад в подготовку олимпийцев: 1996.
- Звание Международного биографического центра «Человек года»: 1997.
- Орден Дружбы: 2000 — за заслуги в развитии физической культуры и спорта, большой вклад в укрепление дружбы и сотрудничества между народами[7].
- Почётный знак Олимпийского комитета России «За заслуги в развитии олимпийского движения в России»: 2000.
- Медаль «Ветеран труда».

## Семья
Мать — Раиса Николаевна, работала продавщицей в хлебном магазине, отец — Александр Егорович, до войны работал электриком на тракторном заводе. Когда фронт подошёл к Сталинграду отец добровольно вступил в ополчение и вскоре погиб.
Женат. Супруга — Эмилия, сын — Андрей.